# 글렌 코지

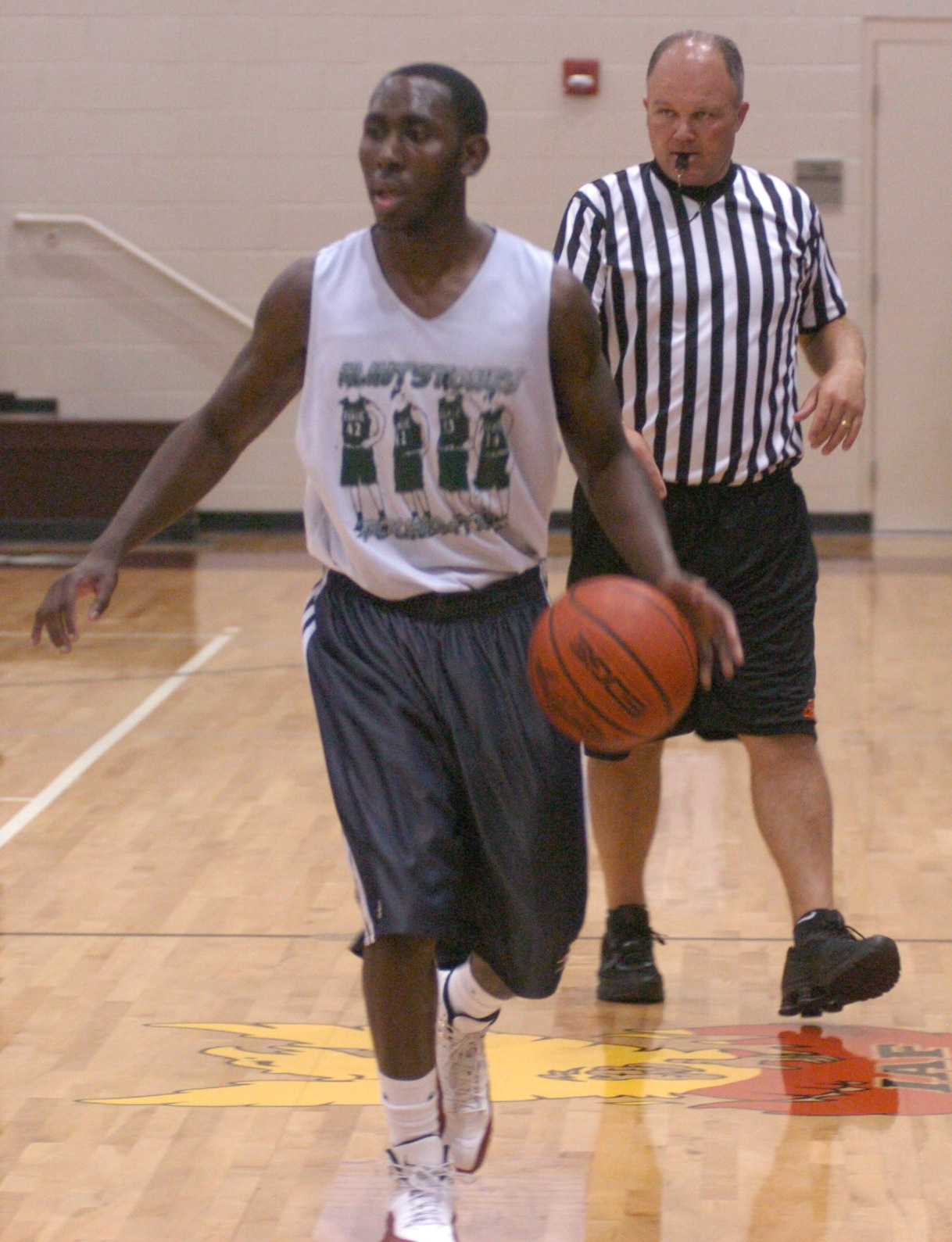

글렌 코지(Glenn Cosey, 1992년 2월 17일 ~ )는 흑인인 농구 선수이다.

## 고등학교 경력
코지는 미시간주 플린트 타운십에 있는 카먼-아인스워스 고등학교에서 고등학교 농구를 했다.

## 대학 경력
코지는 카먼-아인스워스 고등학교를 졸업한 후 컬럼버스 스테이트 및 이스턴 켄터키에서 대학 농구를 했다.